# 塔氏尾囊海龍
塔氏尾囊海龍（学名：Mitotichthys tuckeri），為輻鰭魚綱棘背魚目海龍魚科的其中一種，分布於澳洲新南威爾斯及塔斯馬尼亞島海域，棲息深度9-18公尺，體長可達15.9公分，棲息在馬尾藻叢中，卵胎生。